# Iglesia del Sagrado Corazón (Gibraltar)
La Iglesia del Sagrado Corazón (en inglés: Sacred Heart Church) es una iglesia católica en Gibraltar.
La iglesia es de estilo gótico, la primera piedra fue colocada el 25 de marzo de 1874, con la participación de Félix María Arrieta y Llano, obispo de Cádiz, y Juan Bautista Scandella, vicario apostólico de Gibraltar, a pesar de que no fue bendecida oficialmente hasta el 15 de julio de 1888.
Entre los párrocos de esta iglesia estuvo Charles Caruana que llegó a ser el obispo católico de Gibraltar entre 1998 y 2010. En el jardín de la iglesia se encuentra una gruta dedicada a Nuestra Señora de Lourdes.